# بانک هانا
بانک هانا (انگلیسی: Hana Bank) شرکت خدمات مالی و بانکداری ژاپنی است، که در سال ۱۹۶۷ تأسیس شد.